# Geamparale

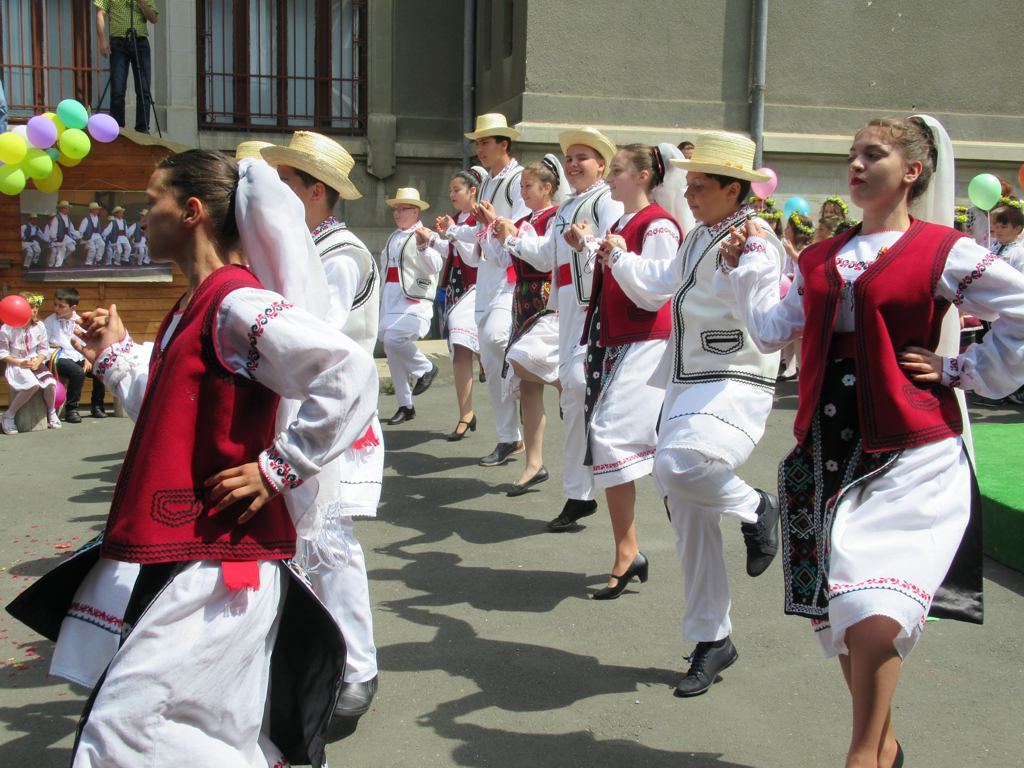
Tänzer aus der Dobrudscha

Geamparale ([d͡ʒamˈparaɭə], auch Mărânghile, Zlata) ist ein traditioneller Tanz aus der rumänischen Dobrudscha. Er wird üblicherweise als Kreis-, Paar- oder Solotanz interpretiert und weist einen synkopischen Rhythmus im 7/16-Takt auf. Der Begriff Geamparale leitet sich von dem türkischen Wort çalpara, Kastagnetten, ab.
Geamparale hat viel mit der bulgarischen Râčenica in Nordbulgarien und Thrakien gemeinsam, obwohl die Musik mit einem anderen Akzent gespielt wird. Es gibt auch einige andere dobrudische Tänze im 7/16-Takt, z. B. Pandelașul, Drăgăicuța, Săltata.
Eine bekannte Geamparale-Adaption ist das Lied Bun îi vinul Ghiurghiuliu von Maria Tănase.

## Geamparale-Tanzarten
- die Geamparale aus der Dobrudscha können im offenen Kreis, als Paare im Kreis, als getrennte Paare oder im modernen Dreischritt getanzt werden
- die Vlășcencuța aus der Vlașca und Zlata in Slobozia sind lokale Varianten von Geamparalele, die im Kreis getanzt werden.
- die Leliță Ioană aus Argeș und Ploiești wird zu einem 3/8-Takt adaptiert.[6]

Der 7/8-Rhythmus wird auch für andere rumänische Tänze verwendet, die mit Ritualen und Bräuchen verbunden sind, wie z. B. Capra, sowie für einen geselligen Paartanz mit sogenannten Figuren, die unter verschiedenen Namen bekannt sind, wie z. B. Spic de Grâu, hop și alta oder Kecsketánc, die separat von der Geamparale betrachtet werden sollten.